# Армения на зимних Олимпийских играх 2022
Армения на зимних Олимпийских играх 2022 года была представлена шестью спортсменами в двух видах спорта. Право нести национальный флаг на церемонии открытия Игр было доверено фигуристке Тине Гарабедян и лыжнику Микаелу Микаеляну. По итогам соревнований сборная Армении, принимавшая участие в своих восьмых зимних Олимпийских играх, вновь осталась без медалей.

## Состав сборной
Горнолыжный спорт
1. Арутюн Арутюнян

 Лыжные гонки
1. Микаел Микаелян
2. Катя Галстян
3. Ангелина Мурадян

 Фигурное катание
1. Симон Пру-Сенекаль
2. Тина Гарабедян

## Горные лыжи
Соответствуя базовым квалификационным стандартам, Армения квалифицировала одного горнолыжника мужского пола.
Мужчины
| Спортсмен       | Событие | Запуск 1 | Запуск 1 | Запуск 2 | Запуск 2 | Всего | Всего |
| Спортсмен       | Событие | Время    | Место    | Время    | Место    | Время | Место |
| --------------- | ------- | -------- | -------- | -------- | -------- | ----- | ----- |
| Арутюн Арутюнян |         |          |          |          |          |       |       |

## Лыжные гонки
Армения квалифицировала одного мужчину и двух женщин-лыжников по пересеченной местности.
Мужчины
- Микаэль Микаелян

Женщины
- Катя Галстян
- Ангелина Мурадян

## Фигурное катание
| Спортсмены                        | Событие       | SD   | SD   | FD   | FD   | Всего | Всего |
| Спортсмены                        | Событие       | Очки | Ранг | Очки | Ранг | Очки  | Ранг  |
| --------------------------------- | ------------- | ---- | ---- | ---- | ---- | ----- | ----- |
| Тина Гарабедян Симон Пру-Сенекаль | Танец на льду |      |      |      |      |       |       |